# Magdalis ruficornis
Magdalis ruficornis är en skalbaggsart som först beskrevs av Carl von Linné 1758.  Magdalis ruficornis ingår i släktet Magdalis, och familjen vivlar. Arten är reproducerande i Sverige.